# Lijst van burgemeesters van Aarlanderveen
Dit is een lijst van burgemeesters van de voormalige Nederlandse gemeente Aarlanderveen in de provincie Zuid-Holland.

Op 1 januari 1918 is deze gemeente samengevoegd met de gemeenten Alphen en Oudshoorn tot de nieuwe gemeente Alphen aan den Rijn.
| Ambtsperiode | Naam burgemeester                    | Partij of stroming | Bijzonderheden                                                                 |
| ------------ | ------------------------------------ | ------------------ | ------------------------------------------------------------------------------ |
| 1811 - 1815  | mr. Johan Daniël Steenstra Toussaint |                    | eerst maire, later schout                                                      |
| 1825 - 1828  | Jan van Genderen                     |                    |                                                                                |
| 1828 - 1828  | Johannes Leonardus Nierstrasz Jr.    |                    | van ±19 januari 1828 tot zijn overlijden op 2 augustus 1828                    |
| 1828 - 1869  | mr. Albertus Jongkindt Coninck       |                    |                                                                                |
| 1869 - 1895  | Abraham Pieter Zaalberg              |                    | In een deel van dezelfde periode tevens burgemeester van Alphen (Zuid-Holland) |
| 1895 - 1917  | Jan Willem van der Lee               |                    |                                                                                |